# Williamsburg, Iowa
Williamsburg är en ort i Iowa County i Iowa. Vid 2020 års folkräkning hade Williamsburg 3 346 invånare.